# Marcelo Carrizo
Marcelo Damián Carrizo (San Rafael, Provincia de Mendoza, Argentina; 20 de septiembre de 1985) es un futbolista argentino. Juega de defensor o volante y su equipo actual es el Club Huracán
de San Rafael que disputa el Torneo Regional.

## Trayectoria
En el año 2000, se inició futbolísticamente en SC Quiroga de San Rafael. En 2003, emigró a Paraguay para integrar las inferiores de Libertad. En dicho club integró los planteles de la Sub-18 y Sub-20 donde obtuvo dos y un título respectivamente. En 2004, pasó a integrar el plantel mayor del Gumarelo jugando todo el año en la reserva, y sufriendo a fines del mismo, más precisamente en diciembre, una lesión (pubalgia) que lo terminó marginando por unos años del fútbol.
En 2014, fichó por el club Gimnasia y Esgrima de Mendoza donde fue parte del plantel que logró adjudircarse uno de los ascensos de la temporada 2014 del Federal A.

## Clubes
| Club                   | País      | Año       |
| ---------------------- | --------- | --------- |
| SC Quiroga             | Argentina | 2000-2002 |
| Libertad               | Paraguay  | 2003-2005 |
| Huracán (SR)           | Argentina | 2008-2010 |
| San Martín (M)         | Argentina | 2012-2013 |
| Huracán (SR)           | Argentina | 2013-2014 |
| Gimnasia y Esgrima (M) | Argentina | 2014-2016 |
| Huracán (SR)           | Argentina | 2016-2017 |

|Club Deportivo Maipú
|[Maipú]
| Argentina
|2017-2019
|Sport Club Pacífico
|Gral Alvear
|2019-2020
|ARG

## Palmarés

### Otros logros
.Campeón Club Deportivo El Porvenir 2024 y Goleador del torneo
- Campeón  Club Huracán de San Rafael 2010,2011,2012,2013 y 2023
- Ascenso a Primera B Nacional con Gimnasia de Mendoza en el Torneo Federal A 2014.
- Campeón Club Deportivo Maipú Copa departamento de Maipú 2018